# Arquitectura Primitiva
L'arquitectura primitiva és la que s'associa a les societats definides com a primitives per l'antropologia, ja siguin les societats primitives actuals o les anteriors a la colonització.

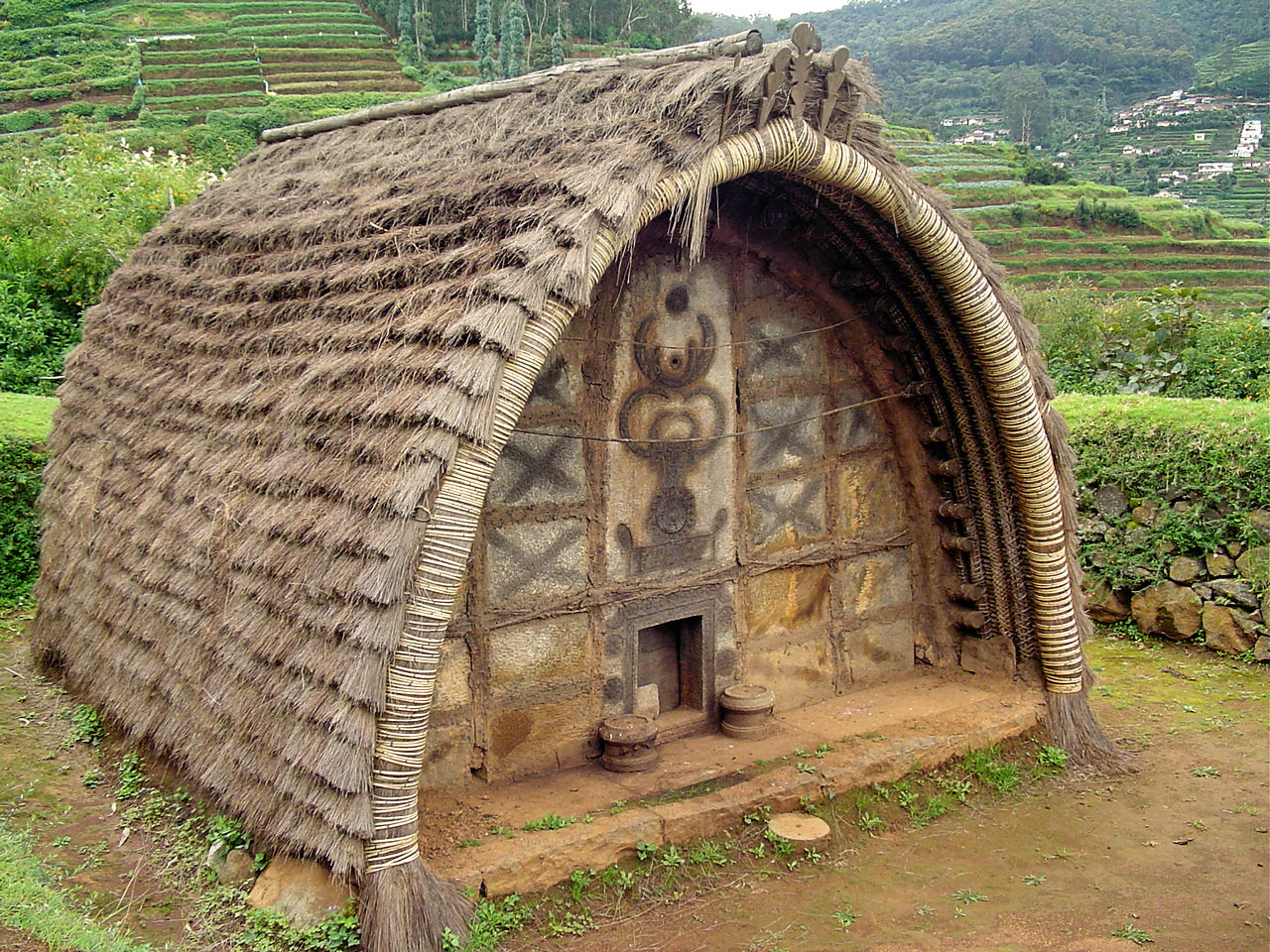
Típica cabana del poble Toda, una petita tribu pastoral de menys de 1.000 persones que resideixen als turons de Nilgiri, al sud de l’Índia.

Segons el professor Enrico Guidoni en el seu llibre "Arquitectura Primitiva", aquesta comprèn una gran varietat de tipologies adaptades a entorns diversos, entre les que destaquen els següents exemples:
1.- En climes freds
- Iglú dels Inuits de l’Àrtic, basats en una estructura de gel compactat, de planta circular i perfil hemisfèric. Es construeix ràpidament i manté l’escalfor interior gràcies a l’aïllament de la neu.
- Cabana de torba i fusta dels nòmàdes d’Escòcia i Escandinàvia; es tracta d’un habitacle semisoterrat, amb cobertes de torba sobre estructura de fusta. Resistents al vent i tèrmicament eficients.

2.- Regions temperades o humides
- Cases palafítiques dels pobles del Sud-est asiàtic i de l’Amazònia; són estructures de fusta elevades sobre pilars per protegir-se de les inundacions i la fauna. Sovint ventilades naturalment.
- Cases de tova i tàpia dels pobles del Mediterrani i del Magrib; són construccions amb terra comprimida o fang barrejat amb palla. Bon aïllament tèrmic i fàcil manteniment.

3.- Zones desèrtiques o seques
- Arquitectura troglodita de Tunísia, Turquia, Xina); són habitatges excavats a la roca o al terreny argilós. Protecció tèrmica excel·lent contra la calor extrema.
- Cases de pedra seca de l’àrea mediterrània; són de murs de pedra seca, gruixuts sense morter, amb inèrcia tèrmica alta. Exemples: trulles, cabanes de volta, barraques de pastor.

4.- Regions de pas nòmada
- Iurta (Ger) dels pobles nòmades de Mongòlia i Sibèria; és un tipus de tenda circular amb estructura de fusta plegable i coberta tèxtil. Ràpid muntatge/desmuntatge i gran eficiència climàtica.
- Tipi dels pobles de les Grans Planes nord-americanes; són tendes de forma cònica, de pals de fusta cobert amb pells. Bon funcionament amb foc central i ventilació per la part superior.

5.- Zones tropicals
- Cases de bambú i fulles dels pobles del Sud-est asiàtic i Pacífic; fetes amb  materials lleugers, estructures obertes i ventilades. Adaptació al clima humit i plujós.
- Cabanyes africanes de fang i palla; són estructures generalment circulars amb cobertes coniques. Bon control tèrmic, simbologia cultural important.

### Quatre llibres o publicacions fonamentals sobre l’Arquitectura Primitiva

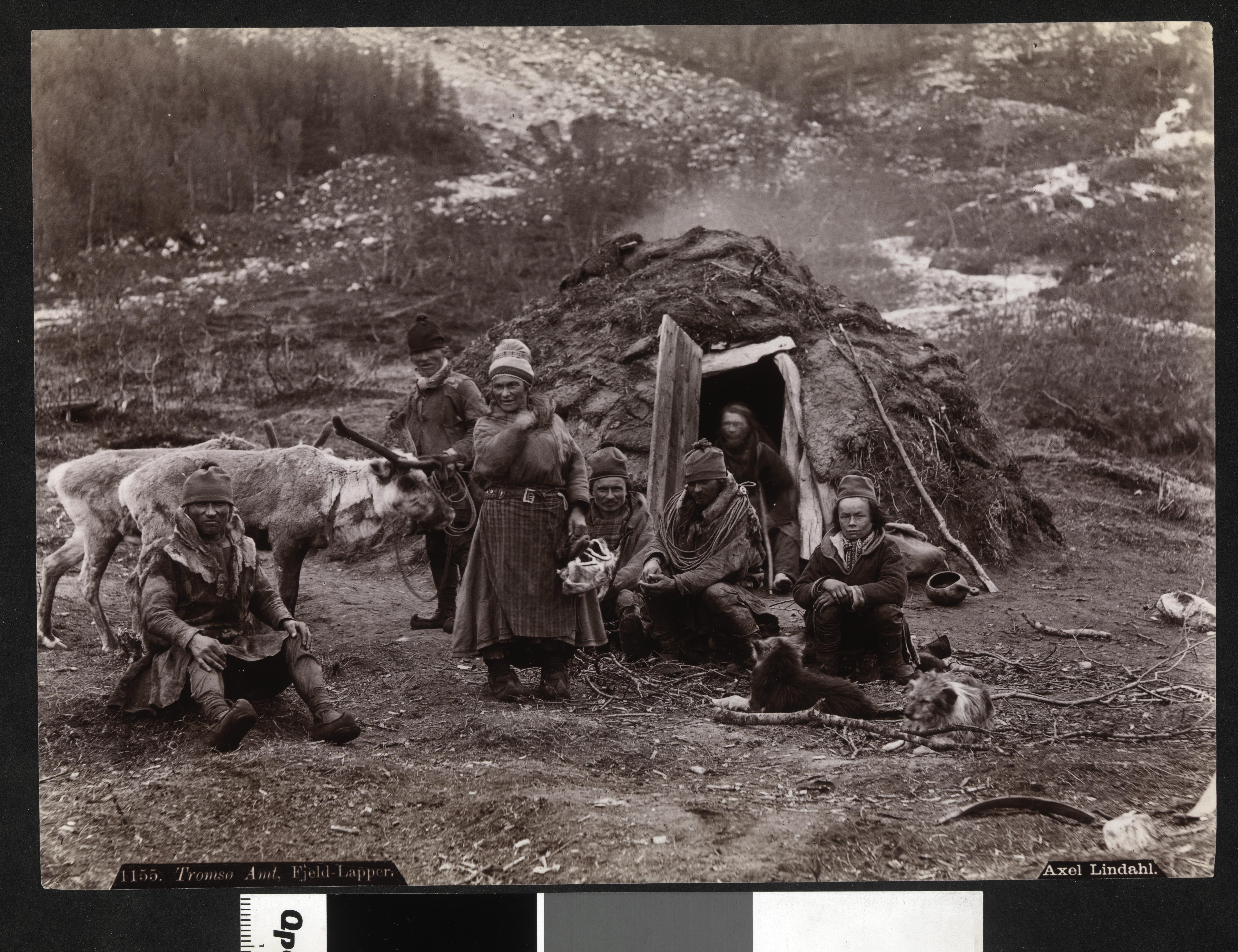
Cabana de torba i fusta a Escandinavia. Procedent de «the Norwegian National Library»: Axel Lindahl - 1880-1890

#### 1.- «Arquitectura Primitiva» d’Enrico Guidoni.[1]
«Arquitectura Primitiva»,  editat a Itàlia per «Electra editirice» de Milà el 1975 i editat a Espanya per Aguilar el 1977, forma part de la col·lecció «Història Universal de l’Arquitectura» i és una obra de referència que explora els orígens i l'evolució de les construccions humanes des d'una perspectiva antropològica, històrica, cultural i simbòlica. És una obra clau dins la historiografia arquitectònica no occidentalitzada, centrada en les formes constructives vernaculars i ancestrals. Guidoni —historiador italià de l’art i l’arquitectura— aborda amb rigor i detall una temàtica sovint marginada per la teoria arquitectònica convencional: les estructures construïdes per societats preindustrials, tradicionals o no urbanitzades.
L'autor s'allunya d'una visió eurocèntrica per a submergir-se en la riquesa i la diversitat de solucions constructives desenvolupades per pobles indígenes i comunitats primitives. Des de les cabanes més senzilles fins a les estructures comunals complexes, el llibre explora com les necessitats de refugi, defensa, culte i organització social van modelar els primers espais habitables.
El llibre està profusament il·lustrat amb fotografies, plànols i esquemes en blanc i negre, que complementen de manera excel·lent el text i permeten una comprensió visual de les tipologies arquitectòniques. Guidoni organitza el seu estudi per continents i regions, examinant les particularitats de l'arquitectura primitiva a l'Àfrica, Amèrica, Àsia i Oceania, entre d'altres.
Alguns dels temes clau que s'aborden inclouen:
- Materials i tècniques de construcció: S'analitza l'ús enginyós de materials locals com la fusta, el fang, la pedra, el bambú, les pells i les fibres vegetals.
- Tipologies constructives: El llibre explora una àmplia gamma de formes i estructures, des de tendes desmuntables i habitatges excavats fins a cases sobre pilons i edificacions de caràcter cerimonial.
- Relació amb l'entorn: Guidoni subratlla com l'arquitectura primitiva està intrínsecament lligada al medi ambient, adaptant-se a les condicions climàtiques i topogràfiques de cada lloc.
- Significat cultural i social: Més enllà de la funció purament pràctica, el llibre destaca el paper de l'arquitectura com a expressió de la cosmovisió, les creences i l'organització social de cada poble.

Guidoni no només mostra la varietat de formes, sinó que destaca la intel·ligència adaptativa darrere de cada solució: res no és gratuït; tot respon a necessitats concretes de clima, mobilitat, recursos i cultura.
«Arquitectura Primitiva» segueix sent una referència valuosa per entendre la relació entre l'ésser humà i l'espai construït en les societats antigues. Guidoni aconsegueix transmetre la bellesa i la complexitat d'aquestes estructures, recordant-nos que l'arquitectura va més enllà de la funcionalitat doncs és un llenguatge universal.
Tot i haver estat publicat fa gairebé cinc dècades, "Arquitectura Primitiva" continua sent una obra de referència imprescindible. El fet que Aguilar l'inclogués en la seva «Historia Universal de la Arquitectura» ja és un testimoni del seu reconeixement en el camp de l'arquitectura.

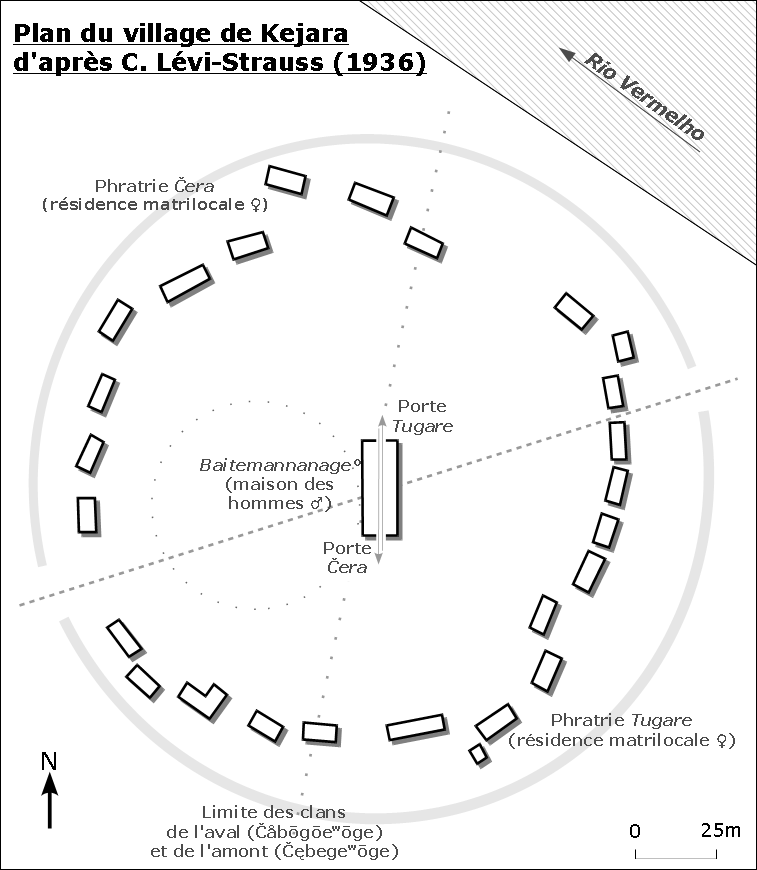
Pla reelaborat del poble Bororo de Kejara, del qual Claude Lévi-Strauss dóna la descripció en un article de la revista de la Societat dels Americanistes el 1936

#### 2.- «Encyclopedia of Vernacular Architecture of the World», Editada per Paul Oliver.
«Encyclopedia of Vernacular Architecture of the World», publicat per «The press Syndicate of the University of Cambridge» al 1977, és una obra monumental i interdisciplinària que explora l’arquitectura vernácla des dels seus principis teòrics fins a la seva aplicació en diverses regions arreu del món.
L’arquitectura vernacular es defineix com l’arquitectura dels pobles, construïda sense arquitectes professionals, utilitzant materials locals i tècniques tradicionals. És una arquitectura arrelada al context cultural, climàtic i social de cada comunitat. El llibre se centra en la idea que l'arquitectura vernacla és el reflex de la identitat d'un poble, una expressió de les seves necessitats, tradicions i valors. Tracta qüestions com la sostenibilitat, l'adaptació al clima i la saviesa constructiva acumulada al llarg de generacions.
L'enciclopèdia està organitzada de manera exhaustiva, cobrint totes les regions del món. Els articles estan escrits per experts de renom internacional i aborden temes que van des de tècniques de construcció específiques fins a l'ús simbòlic de l'espai en diferents cultures. La riquesa de detalls i la qualitat de les il·lustracions, que inclouen fotografies i dibuixos tècnics, són excepcionals.
Aquesta enciclopèdia, en tres toms, és una obra de referència exhaustiva i sense precedents que documenta la diversitat i la riquesa de l'arquitectura vernacla a tot el món. Amb més de 2.500 entrades, abasta una àmplia gamma de tipologies d'habitatges, tècniques constructives, materials locals i factors culturals, socials i ambientals que donen forma a aquestes construccions tradicionals.
- Volum 1: Teories i principis
  - Explora les bases conceptuals de l’arquitectura vernacular.
  - Inclou reflexions sobre materials, tècniques, simbolisme, classificació tipològica i funcions.
- Volums 2 i 3: Cultures i hàbitats
  - Analitzen les tradicions constructives per regions culturals (Àsia, Europa, Amèrica, Àfrica, Oceania).
  - S’hi troben estudis detallats amb exemples visuals: 1.700 fotografies en blanc i negre i 1.000 dibuixos al traç.

La publicació d'aquesta enciclopèdia va suposar un punt d'inflexió en l'estudi de l'arquitectura, ja que va elevar l'arquitectura vernacular a una disciplina acadèmica seriosa. Abans, moltes d'aquestes construccions eren considerades "menors" i no mereixien l'atenció que es dedicava als grans monuments. L'obra de Paul Oliver va ajudar a canviar aquesta percepció, demostrant que l'arquitectura tradicional és una font inesgotable de coneixement sobre la història humana i el disseny sostenible.
Valor acadèmic i cultural
- És una obra de referència imprescindible per a antropòlegs, arquitectes, historiadors i estudiosos del patrimoni.
- Supera les divisions nacionals per centrar-se en les zones culturals, oferint una visió transversal i global.
- Ha estat reconeguda com una síntesi definitiva en el camp de l’arquitectura vernacular.

A destacar
- La seva profunditat temàtica i riquesa visual.
- El compromís amb la diversitat cultural i la sostenibilitat.
- El seu enfocament interdisciplinari, que combina arquitectura, etnografia, història i ecologia.

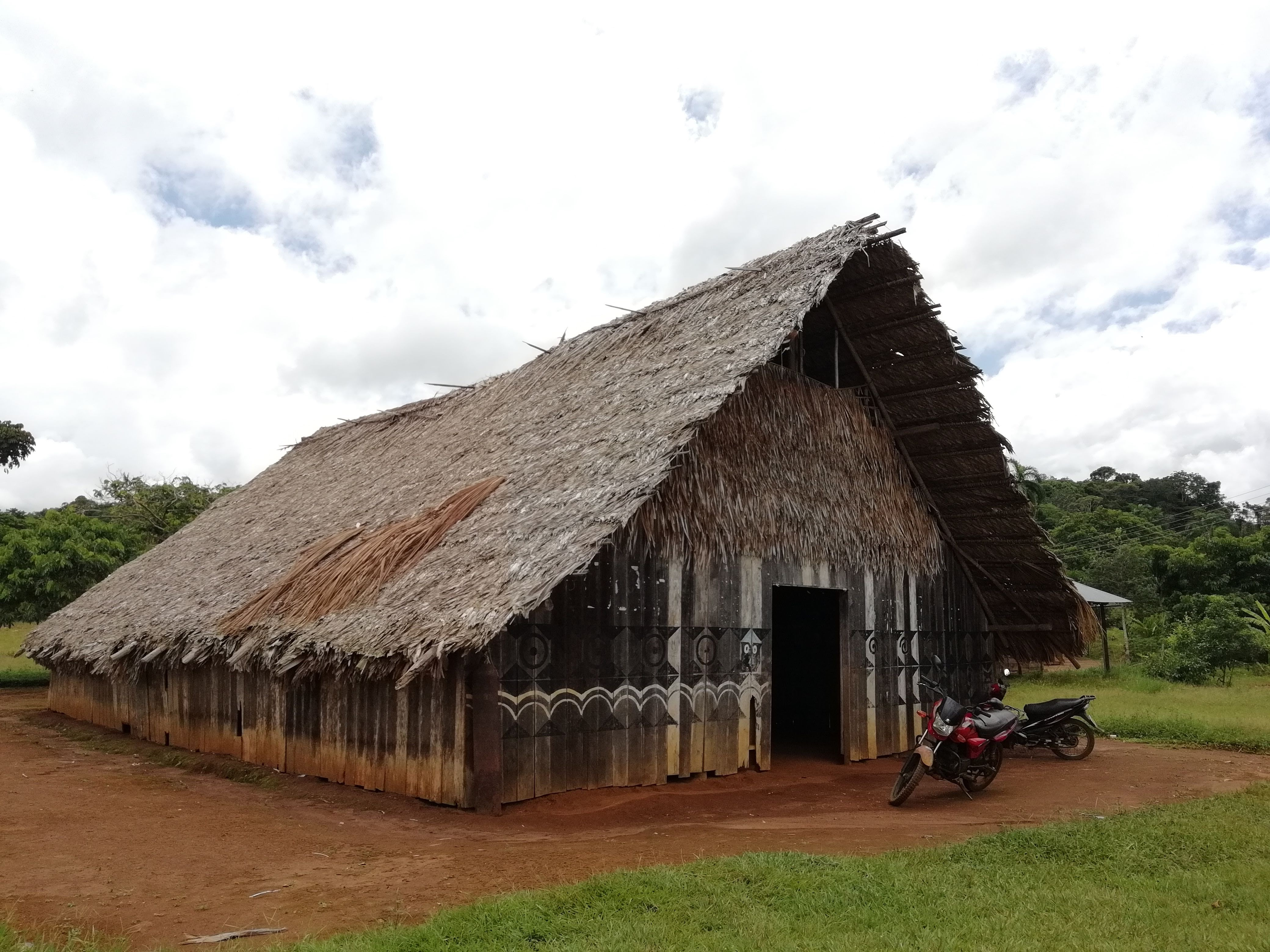

#### 3.- «Vivienda y cultura» d'Amos Rapoport.
Amos Rapoport, un reconegut antropòleg i teòric de l’arquitectura, explora en «Vivienda y cultura» la relació complexa entre l’hàbitat humà i els contextos culturals que el configuren. Publicat originalment el 1969, és un estudi pioner que qüestiona els enfocaments universals en el disseny de l’habitatge, destacant en lloc seu la importància dels factors simbòlics, socials i ambientals propis de cada cultura.
Rapoport examina una àmplia gamma d'exemples d'habitatges de diverses cultures i contextos geogràfics, des de les barraques primitives fins a les residències contemporànies. A través d'aquests exemples, demostra com la cultura modela les decisions sobre l'espai, la distribució, els materials, la decoració i la relació entre l'interior i l'exterior de les llars.
Un dels arguments centrals del llibre és la distinció entre les "necessitats bàsiques" de refugi i protecció i les "necessitats culturals" que van més enllà de la mera supervivència. Rapoport sosté que aquestes últimes són crucials per comprendre la diversitat de formes d'habitatge arreu del món. La manera com una cultura defineix la privacitat, la família, la comunitat, el sagrat i el profà, per exemple, es reflecteix directament en la configuració de les seves llars.
A més, l'autor explora la influència de l'entorn físic i el clima, però emfatitza que la cultura actua com un filtre que interpreta i modula la resposta a aquests factors. Dues cultures que viuen en un entorn similar poden desenvolupar tipologies d'habitatge molt diferents a causa de les seves diferents prioritats i sistemes de significat.
El llibre qüestiona les aproximacions purament funcionalistes o deterministes i defensa una comprensió més rica i contextualitzada de l'habitatge com a expressió cultural.

#### 4.- «Architecture and Order: Approaches to Social Space»,editat per Michael Parker Pearson i Colin Richards

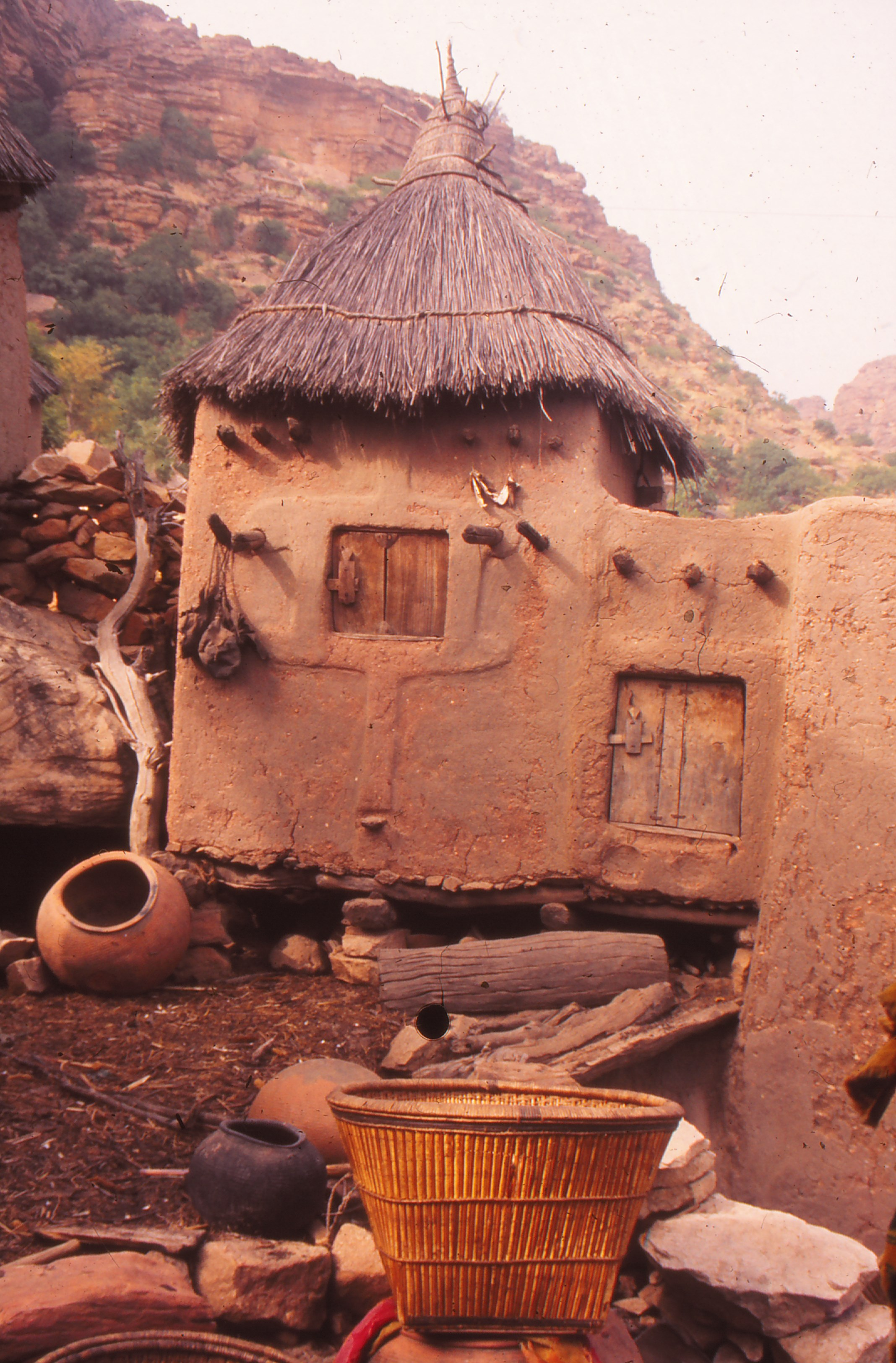
Un graner femení del Poble Dogon de Mali

«Architecture and Order: Approaches to Social Space» publicat per «Editorial Routledge» el 1994, és una obra fonamental que explora la relació profunda entre l’arquitectura i l’organització social des d’una perspectiva antropològica i arqueològica. El llibre és un recull d’assaigs que busquen entendre com l’espai construït reflecteix, reforça o subverteix les estructures socials i culturals.
El llibre parteix de la premissa que «l’arquitectura és una eina poderosa per representar, ordenar i classificar el món». La tesi fonamental és que l'arquitectura no és només una resposta funcional a necessitats físiques, sinó un mitjà de representació simbòlica i política. Els edificis, la disposició espacial, l'orientació i l’ús dels espais tenen significats socials profunds i sovint codificats. Així, l'ordre arquitectònic reflecteix —i també ajuda a produir— l'ordre social.
El llibre està dividit en capítols escrits per diversos especialistes en arqueologia, antropologia i arquitectura. Cadascun analitza diferents contextos històrics i culturals, des de societats prehistòriques fins a cultures tradicionals i modernes. Alguns punts destacables:
- Espais rituals i poder: Com els espais sagrats reforcen jerarquies socials.
- Domèstic i públic: L’oposició entre l’espai privat i públic com a eix estructural de l’ordre social.
- Arqueologia de l’espai: Mètodes per interpretar restes arquitectòniques com a indicadors de pràctiques socials.

Hi ha una clara influència del pensament estructuralista (especialment Lévi-Strauss) i del simbolisme social (Mary Douglas, Pierre Bourdieu). Els autors posen l’accent en la noció de “pràctica” i en la manera com l’espai no només s’habita, sinó que també es “fa” contínuament.
A través d’una mirada arqueològica i antropològica, els autors i col·laboradors analitzen com els espais construïts —des de tombes neolítiques fins a cases gregues o assentaments africans— codifiquen valors culturals i estructuren la vida quotidiana.
Els autors presenten estudis de cas que abasten una gran varietat de cultures i períodes, des de les estructures neolítiques europees fins als assentaments dels pobles indígenes de l'Amazònia. Aquesta diversitat geogràfica i cronològica permet als lectors apreciar les maneres universals en què l'arquitectura reflecteix i alhora influeix en les estructures de poder, les jerarquies socials i les creences religioses.
El llibre posa un èmfasi particular en la dimensió performativa i experiencial de l'espai. No es limita a analitzar les plantes arquitectòniques o les tècniques de construcció, sinó que es pregunta com els individus i els grups interactuaven amb aquests espais, com els percebien i com aquestes interaccions reforçaven o desafiaven els ordres establerts. Conceptes com la direccionalitat, la centralitat, la inclusió i l'exclusió dins dels espais construïts són examinats en profunditat, revelant com la disposició física pot codificar significats socials i rituals.
«Architecture and Order: Approaches to Social Space» és una contribució essencial al camp que desafia la nostra comprensió de l'arquitectura més enllà de la seva mera funció utilitària. Demostra de manera convincent com les decisions arquitectòniques, des de l'orientació d'un edifici fins a la forma d'un assentament, estan intrínsecament lligades a les maneres en què les societats construeixen i interpreten el seu món.

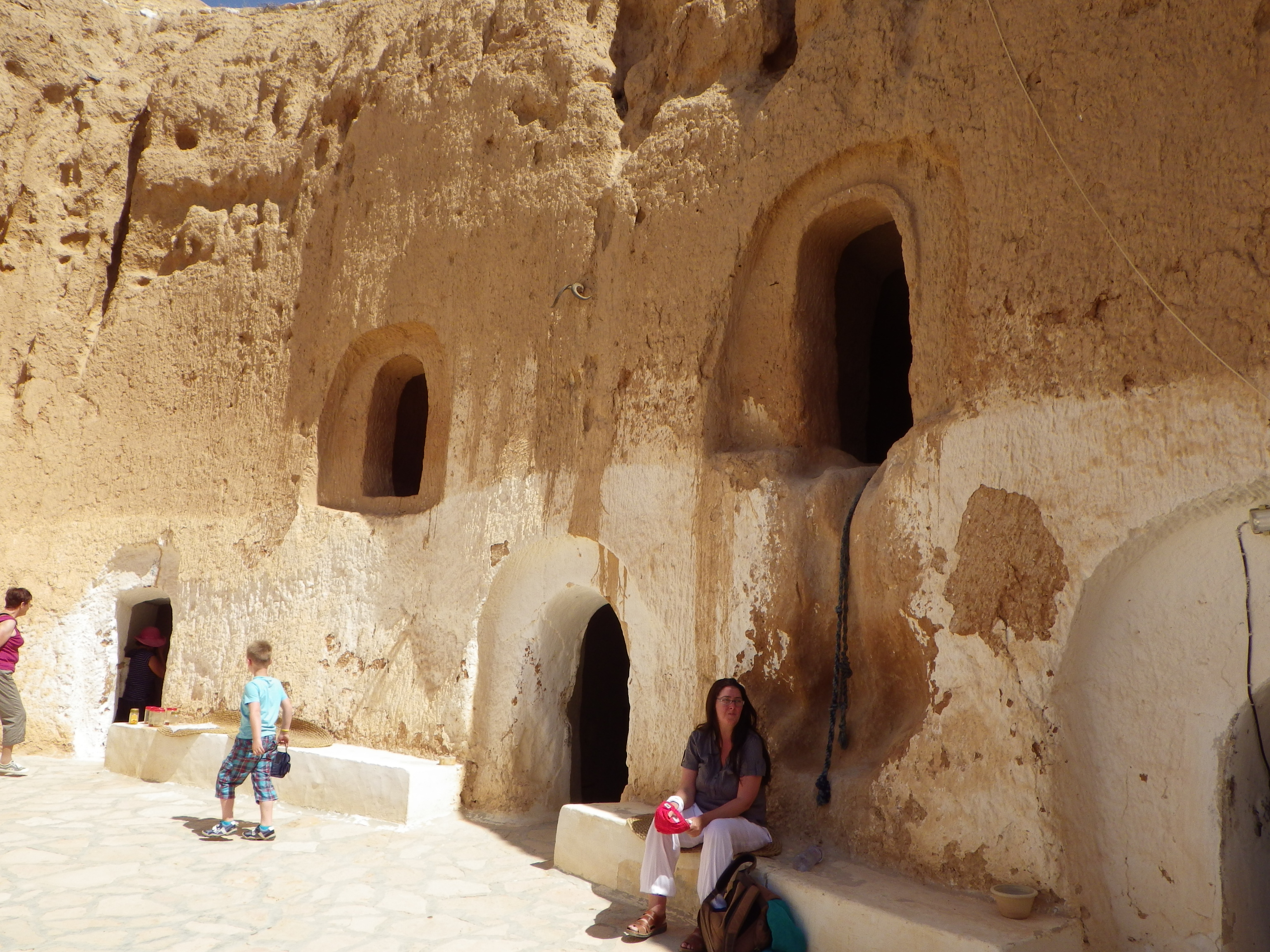

### Evolució de la teoria de l’arquitectura respecte a l’arquitectura vernacla i/o primitiva
En els quatre llibres fonmentals que hem descrit, es pot apreciar la evolució del pensament teòric en relació al tema de l’Arquitectura vernacla, de la qual l’Arquitectura primitiva en seria una part. L’ús del terme «primitiva», comú en anys 70, en que Guidoni va publica el seu llibre, és problemàtic avuí dia ja que delata una visió antropocèntrica i evolutiva de la cultura. L’enfocament de Guidoni és essencialment formal i tecnicista, i deixa en segon pla les veus dels mateixos habitants o constructors d’aquestes arquitectures.
L'arqueologia ens ha descobert l'interès del context d'un monument en investigar tant els temples, palaus o tombes, com la ciutat sencera, que constitueix el més expressiu testimoni de la civilització que va crear les diferents cultures i els monuments de les qual admirem.
El professor Amos Rapoport, en el seu llibre Vivienda y cultura, estableix tres categories per a l'arquitectura: la culta, la primitiva i la vernacla; malgrat que el mateix autor assenyala el caràcter una mica arbitrari d'aquesta subdivisió, així com el fet indiscutible que les tres categories no constitueixen una classificació tancada sinó únicament l'expressió d'unes referències fonamentals, car les fronteres entre una o altre són, tot sovint, imprecises i les influències actuen, de fet, en totes direccions.

De la crítica dels llibres: «Encyclopedia of Vernacular Architecture of the World» editada per Paul Oliver i «Vivienda y cultura» d’Amos Rapoport, entre d’altres, el Profesor Guidoni diu:
«una capacitat d'intercanvi entre les diverses tradicions arquitectòniques que subratlla l'existència de factors generals comuns o factors concomitants en les «solucions» particulars, però descuida la relació arquitectura-territòri i la relació entre l'arquitectura primitiva, la popular i la «culta». Així semblen, per tant, incomunicables entre ells conceptes abstractes com ara habitatge, espai, tipologia; i ho són en la mesura que estan aïllats en comparacions de la societat en general (o població) la arquitectura de la qual vol analitzar.»
És per aquest motiu, que Guidoni proposa ampliar, no el concepte «Primitiva» sino el concepte «Arquitectura»:
«…tenint en compte com a unitat indivisible el territori, la ubicació i l’habitatge i es nega a tenir en compte les solucions tècniques com a expressió de les demandes mediambientals, considerades a priori com a objectiu. Així, el significat complet i específic de l’arquitectura primitiva apareix en primer pla, basat no només en la realitat constructiva, sinó també en les interpretacions (i, per tant, també en les intencions) dels usuaris constructors.»
Així tenim que Guidoni proposa incloure:
«en la disciplina de l’arquitectura els problemes relacionats amb els conceptes espacials i les funcions socials subratllades a la qualitat arquitectònica de qualsevol interpretació activa del medi físic, el significat dels models espacials com a mediació entre l’estructura social i la tipologia constructiva i, finalment, el simbolisme subtens a l’organització i que nodreix el patrimoni històric-mític.»
Els editors del llibre «Architecture and Order: Approaches to Social Space», Parker Pearson i Richards, experts en l'arqueologia de paisatges i l'estudi de monuments, aporten una visió unificadora que enllaça els diferents capítols sota el concepte d'arquitectura com a materialització de l'ordre per repensar el seu paper en la formació de les societats humanes.